# Мино да Фьезоле
Мино да Фьезоле (итал. Mino da Fiesole), урождённый Мино ди Джованни Мини да Поппи (итал. Mino di Giovanni Mini da Poppi; август 1429, Поппи, Ареццо, Тоскана, — 11 июля 1484, Флоренция) — итальянский скульптор периода кватроченто флорентийской школы. Его портретные бюсты принадлежат к числу замечательных произведений скульптуры XV столетия.

## Биография
Мино родился в городке Поппи в Тоскане в августе 1429 года. Внесён в цеховую книгу (Libro della Matricola) флорентийских мастеров по камню и дереву как «Minus Johannis Mini de Pupio», откуда и возникло заключение, что он родился в Поппи; в другом месте он называется «Мино ди Джованни ди Мино да Фиренце», а также: «Мино из Фьезоле» (городка в 5 км к северо-востоку от Флоренции).
Поначалу Мино был простым каменотёсом, но, видя как другие делают фигуры, стал пробовать свои силы в скульптуре. Его работы юношеского периода имеют характерные черты искусства Тосканы того времени, но не обладают ярко выраженным стилем, который можно было бы проследить. Этот факт не позволяет однозначно реконструировать обучение и атрибутировать многие произведения художника. Предположительно, его профессионализм формировался на строительных площадках Микелоццо и, возможно, также Луки Делла Роббиа в направлении заданном творчеством Донателло. Скульптура Мино примечательна «тонкостью отделки деталей, а также своей одухотворенностью и сильным религиозным чувством».
Мино был другом и соратником Дезидерио да Сеттиньяно и Маттео Чивитали, все трое были примерно одного возраста. Вскоре, благодаря советам и указаниям Дезидерио, Мино стал известным мастером, считавшимся особенно искусным по части монументальных и декоративных работ. Он трудился сначала во Флоренции, потом долгое время в Риме и под конец своей жизни — во Фьезоле. Он постоянно имел заказы. Кроме портретных бюстов создавал надгробные памятники, алтари, большие рельефы и статуи.
В отличие от большинства флорентийских скульпторов своего поколения, Мино осуществил два продолжительных пребывания в Риме, примерно с 1459 по 1464 год и снова примерно с 1473/1474 по 1480 год. В Ватикане, в крипте собора Святого Петра находится созданная им гробница папы Павла II. В римской церкви Санта-Чечилия-ин-Трастевере Мино да Фьезоле создал надгробие кардинала Никколо Фортегуерри.
Во Флоренции, в церкви Бадиа Фьорентина Мино да Фьезоле создал надгробные монументы Бернардо Джуньи (Bernardo Giugni, 1396—1456) и маркграфа Уго Тосканского (последний завершён около 1466 г.). Эти настенные монументы развивают средневековую тосканскую традицию, но они же демонстрируют новаторское мастерство Мино: портреты и барельефы вплетены в сложные тектонические структуры с тщательно продуманными декоративными обрамлениями. Историки искусства отмечают необычайное разнообразие современных и древних источников, которые Мино использовал в этих композициях, что отличает его от творчества других скульпторов, работавших в период кватроченто во Флоренции.
Особенно замечательны портретные бюсты работы Мино да Фьезоле. Они привлекательны точной физиогномикой и психологизмом, переданным не внешними чертами, а пластическим характером формы. По определению В. Г. Власова «в отличие от своих выдающихся современников Донателло, А. Веррокьо, Ф. Брунеллески, Мино выработал оригинальный, несколько манерный стиль, особенно пришедшийся ко двору Лоренцо Медичи, культивировавшего утончённое и рафинированное искусство». Работая в Риме, он сумел сохранить «свою флорентийскую манеру».
Для собора во Фьезоле Мино создал монумент епископу Леонардо Салутати. Он также является автором мраморных бюстов Пьетро Медичи, Джулиано Медичи, графа Ринальдо делла Луна (все три в музее Барджелло), Никколо Строцци (Niccolò Strozzi; 1454; в берлинском Музее Боде и многое другое.
В Вольтерре Мино да Фьезоле в 1471 году выполнил скинию (киворий) собора, в Прато вместе с Антонио Росселлино выполнил рельефы для кафедры собора Святого Стефана (1473). По свидетельству Джорджо Вазари, Мино скончался, надорвавшись, когда передвигал в мастерской большую глыбу мрамора.

## Галерея
- Mонумент Бернардо Джуньи. Бадиа Фьорентина
- Монумент маркграфу Уго Тосканскому. 1466. Бадиа Фьорентина
- Мадонна с Младенцем, Святым Лаврентием и Святым Леонардо. Доссаль. Мрамор. Бадиа Фьорентина
- Гробница Франческо Торнабуони. Церковь Санта-Мария-сопра-Минерва, Рим
- Mонумент кардиналу Никколо Фортегуерри. 1473. Церковь Санта-Чечилия-ин-Трастевере, Рим
- Бюст Пьеро ди Козимо Медичи. 1453. Мрамор. Барджелло, Флоренция
- Альфонсо V Арагонский. Мрамор. Лувр, Париж
- Диотисальви Нерони. 1464. Мрамор. Лувр, Париж
- Портрет епископа Леонардо Салутати (для гробницы в соборе Фьезоле). 1464—1469. Гипсовый слепок в Музее изобразительных искусств имени А. С. Пушкина, Москва (оригинал: Барджелло, Флоренция)
- Иоанн Евангелист. 1475-1478. Мрамор. Музей изобразительных искусств, Лион
- Бюст графа Ринальдо делла Луна. 1461. Мрамор. Барджелло, Флоренция
- Бюст Никколо Строцци. 1454. Мрамор. Музей Боде, Берлин
- Иоанн Креститель. Гипс, раскраска. Метрополитен-музей, Нью-Йорк
- Портрет девушки. 1450—1475
- А. Росселлино и Мино да Фьезоле. Мадонна пояса. 1473. Мрамор. Рельеф кафедры собора Св. Стефана в Прато